# ラウドネスメーター
ラウドネスメーターとは、等ラウドネス曲線などを考慮した、人間が感じる音量感を測定するメーター。2006年にITU-Rにより測定アルゴリズム等がBS.1770、BS.1771として勧告され、放送業界の基準としてヨーロッパではEBU R128が、アメリカではATSC A/85が、日本ではARIB TR-B32が定められた。
また、ゲーム業界や音楽業界においても、ラウドネス基準の必要性や有り様が検討されている。

## 対応しているライブラリ
- FFmpeg libavfilter (EBU R128のみ)
- R128GAIN lib1770 (EBU R128及びATSC A/85)
- libebur128